# Торопец
Торо́пец — город в Тверской области России. Впервые упоминается в 1074 году.
Административный центр Торопецкого округа.
До апреля 2023 года образовывал муниципальное образование город Торопец со статусом городского поселения как единственный населённый пункт в составе Торопецкого района.
Торопец — один из самых древних городов Тверской области, косвенное упоминание которого относится к 1074 году. Входит в список Исторических поселений России, утверждённый в июле 2010 года совместным приказом Минкульта и Минрегиона № 418/339.
Город славится  необычной архитектурой и  большим количеством сохранившихся православных храмов. В нем расположено более сорока культурных объектов федерального значения.

## Этимология
Название города образовано по расположению на реке Торопе (в ранние годы — Торопица). В свою очередь, происхождение этого гидронима связывают с древнерусским словом тороп — «поспешность», происходящим от высокой скорости течения реки у порога перед впадением в Западную Двину. Так же есть еще один вариант- легенда говорит, что имя городу дал слуга русского богатыря Алеши Поповича Тороп (само имя «Тороп» означает торопливого, быстрого человека).

## География
Торопец — самый западный город Тверской области и самый удалённый от Твери окружной центр. Намного ближе, чем Тверь, к Торопцу находятся другие областные центры — Великий Новгород, Смоленск и Витебск.
Город расположен на западе Валдайской возвышенности в 263 км к западу от Твери. Находится на реке Торопе, протекающей в черте города через озёра Соломенное и Заликовское. Железнодорожная станция на линии Бологое — Великие Луки. К югу от города проходит автодорога М9 E 22 «Балтия», а также железная дорога Москва — Рига (станция Старая Торопа, расположенная в одноимённом посёлке городского типа в 25 км от Торопца), которые обеспечивают связь города со столицей.
Расстояние от Торопца по автодорогам: до Великих Лук — 100 км, Витебска — 240 км, Твери — 320 км, Москвы — 420 км, Риги — 550 км, Санкт-Петербурга — 570 км, Киева — 870 км.

## История

### Первое упоминание
Торопец впервые упоминается в летописях в 1074 году. В летописном тексте говорится о смерти в Киево-Печерском монастыре торопчанина, преподобного Исаакия Печерского (купца торопечанина по имени Чернь).
По данным археологических раскопок, первоначальное поселение на месте города существовало с X века и представляло собой укреплённое городище на одном из холмов (мощные валы вокруг города высотой 8—9 метров были насыпаны значительно позже).
Сам же город впервые упоминается в документах под 1168 годом как центр самостоятельного Торопецкого княжества ( вероятно к XII веку  относятся сохранившиеся в центре города древние валы времён правления  торопецкого князя Мстислава Ростиславича Храброго — сына смоленского князя Ростислава).
Торопец упоминается в берестяной грамоте № 1152, найденной в Новгороде на Редятинском раскопе в слое второй половины ХII — начала XIII века.

### Средние века

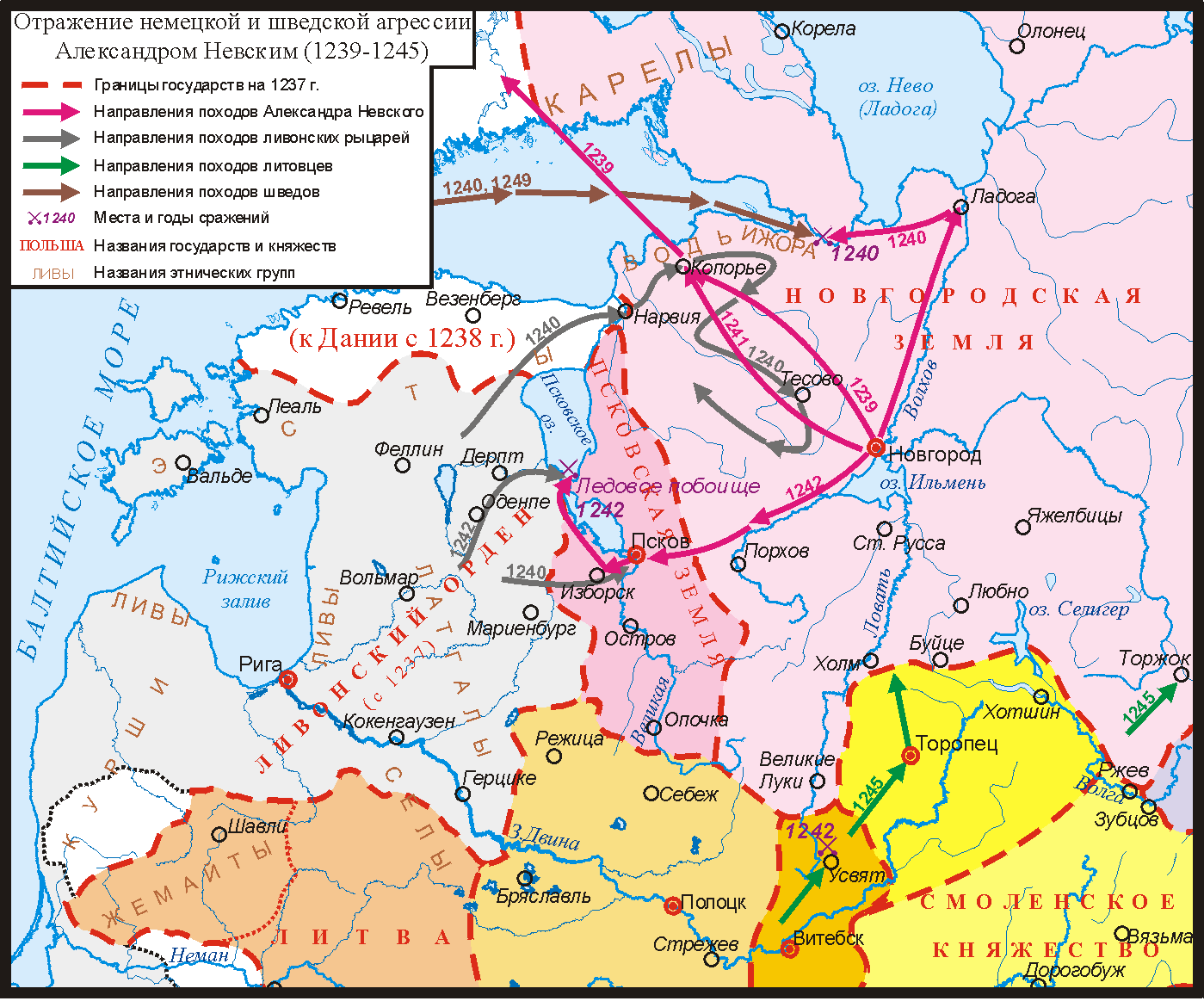
Торопецкое княжество и соседние земли в 1240-х годах

Торопецкое княжество было небольшим и находилось в верхнем течении рек Торопа и Западная Двина, гранича с землями смоленскими, новгородскими и полоцкими. Через город проходил знаменитый путь из варяг в греки. После смерти Мстислава Ростиславича княжение перешло к его сыну Мстиславу Мстиславичу, прозванному позже Удатным.
Позднее Мстислав Удатный передал торопецкий стол брату Давиду Мстиславичу. В начале 1212 года торопецкие войска Давида вместе со войсками псковского князя Всеволода Мстиславича участвовали в походе Мстислава Удатного (занимавшего тогда новгородский стол) в Северную Эстонию, в результате чего эсты были обложены данью.
С XIII века усилился натиск литовцев на Торопец. Так, в 1225 году нападение литовских князей было отбито совместными усилиями войсками Давида Мстиславича и его зятя новгородского князя Ярослава Всеволодовича, но в 1226 году Давид пал в бою с литовцами близ Усвята — города на востоке Полоцкой земли. В 1245 году литовцы предприняли самое крупное вторжение в русские земли; они захватили Торопец и разорили его, но новгородское войско Александра Невского (сына Ярослава Всеволодовича и — по матери — внука Мстислава Удатного) отбило город, а затем в двух жестоких сражениях — у Жижеца (в 35 км юго-западнее Торопца) и Усвята (ещё в 65 км юго-западнее) — наголову разбило литовцев.
Для Александра Ярославича Торопец был значим ещё и потому, что именно здесь в 1239 году, когда он ещё не заслужил своё знаменитое прозвище Невский, состоялось венчание князя с Александрой, дочерью полоцкого князя Брячислава). От неё городу досталась одна из главных местных святынь — Корсуньская икона Божией Матери, которая хранилась в одноимённом соборе более 700 лет.
В 1362 году Торопец всё же был занят литовским князем Ольгердом и вошёл в состав Великого княжества Литовского.
9 августа 1500 года в ходе русско-литовской войны 1500—1503 годов войска московского полководца, новгородского наместника Андрея Челяднина взяли Торопец; по заключённому 25 марта 1503 года Благовещенскому перемирию, завершившему войну, Торопец и 18 других порубежных городов отошли к Русскому государству. В 1580 году в ходе Ливонской войны Торопец подвергся осаде со стороны войска польского короля Стефана Батория, не достигшего, впрочем, успеха, и в 1582 году город в соответствии с итогами Ям-Запольского мира между Польшей и Москвой остался за русскими.

### Новое и новейшее время

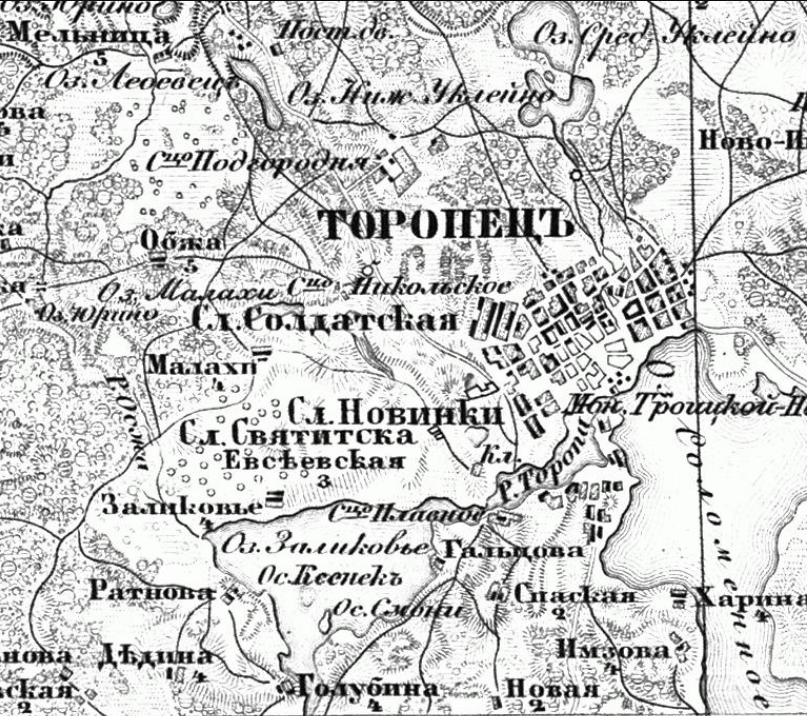
Окрестности города на карте 1871 года

В начале XVII века, в годы Смуты, Торопец был взят и разорён поляками. В 1609 году поляки в результате битвы под Торопцем были изгнаны, но уже в 1617 году Торопец стал мишенью для украинских казаков. Летом 1698 года в Торопце взбунтовались расквартированные здесь стрельцы, которые выступили на Москву, заставив примкнуть к себе и некоторых торопецких мещан; репрессии по этому делу продолжались до 1707 года.
В XVI—XVII веках возрастает роль Торопца как торгово-ремесленного центра на западных рубежах русского государства. С XVIII века здесь активно развивалось кожевенное ремесло. С 1708 года город вошёл в состав Ингерманландской губернии (с 1710 года называвшейся Санкт-Петербургской), с 1719 года входит в Великолуцкую провинцию Петербургской губернии, с 1727 года — в Великолуцкой провинции Новгородской губернии. С 1777 года получил статус уездного города Псковской губернии.
В 1897 году в Торопце проживало 7556 жителей (90 % были православными и 8 % евреев, остальные — католики, лютеране и старообрядцы). По сословному составу население города распределялась так: 64,1 % составляли мещане и цеховые, 21,9 % приходилось на крестьян и 14 % — были отнесены к другим сословиям. Имелось 18 церквей и 1527 жилых зданий, 28 заводов и фабрик. В то время в Торопце насчитывалось до 28 действующих церквей. После строительства в 1905—1907 годах торопецкого участка железной дороги Бологое — Полоцк Торопец стал центром торговли лесоматериалами.
В 1907 году через город прошла железная дорога.
28—30 октября (10—12 ноября) 1917 года в Торопце была установлена Советская власть, после чего начался снос украшавших центр города памятников торопецкого барокко.

Фотографии дореволюционного Торопца
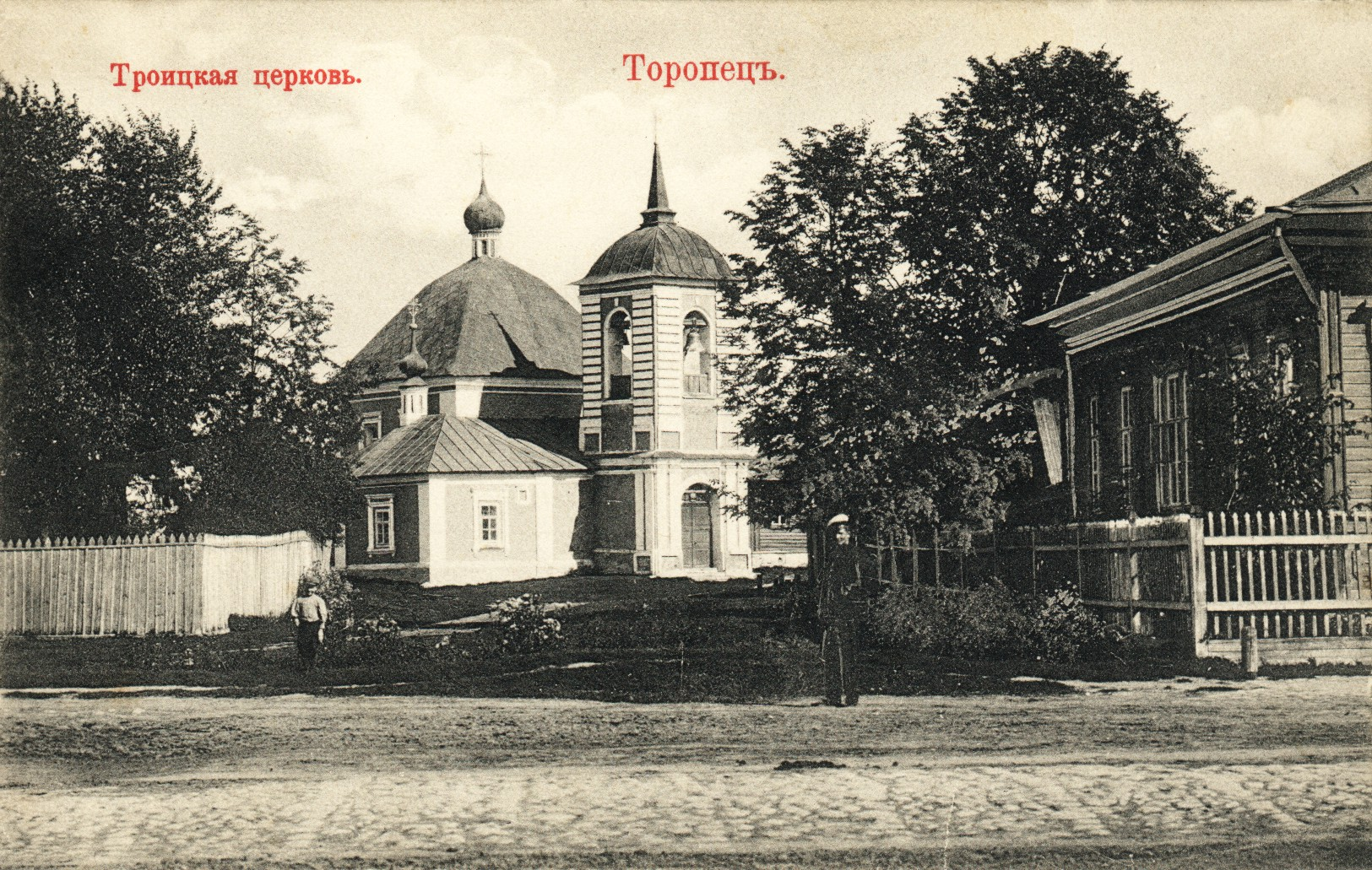
Троицкая церковь
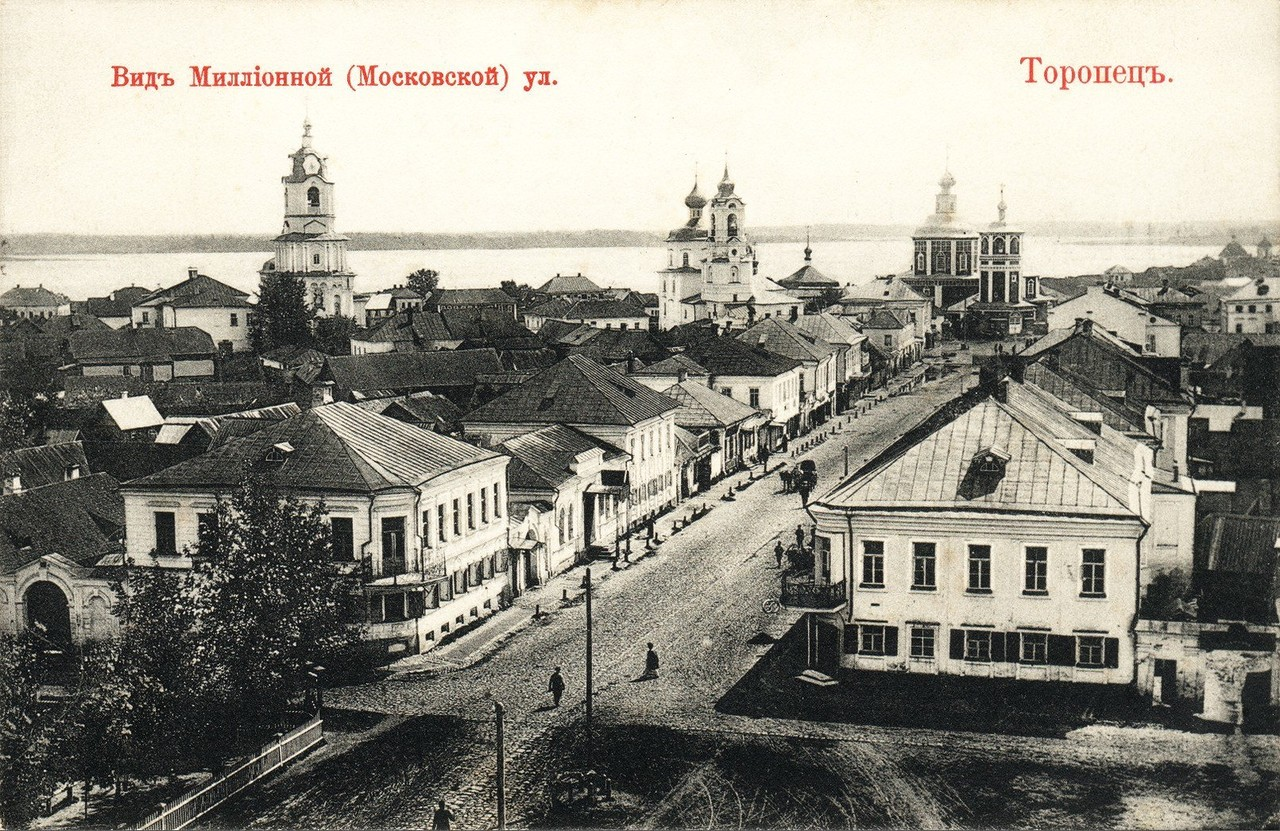
Вид Миллионой (в настоящее время Советской улицы)
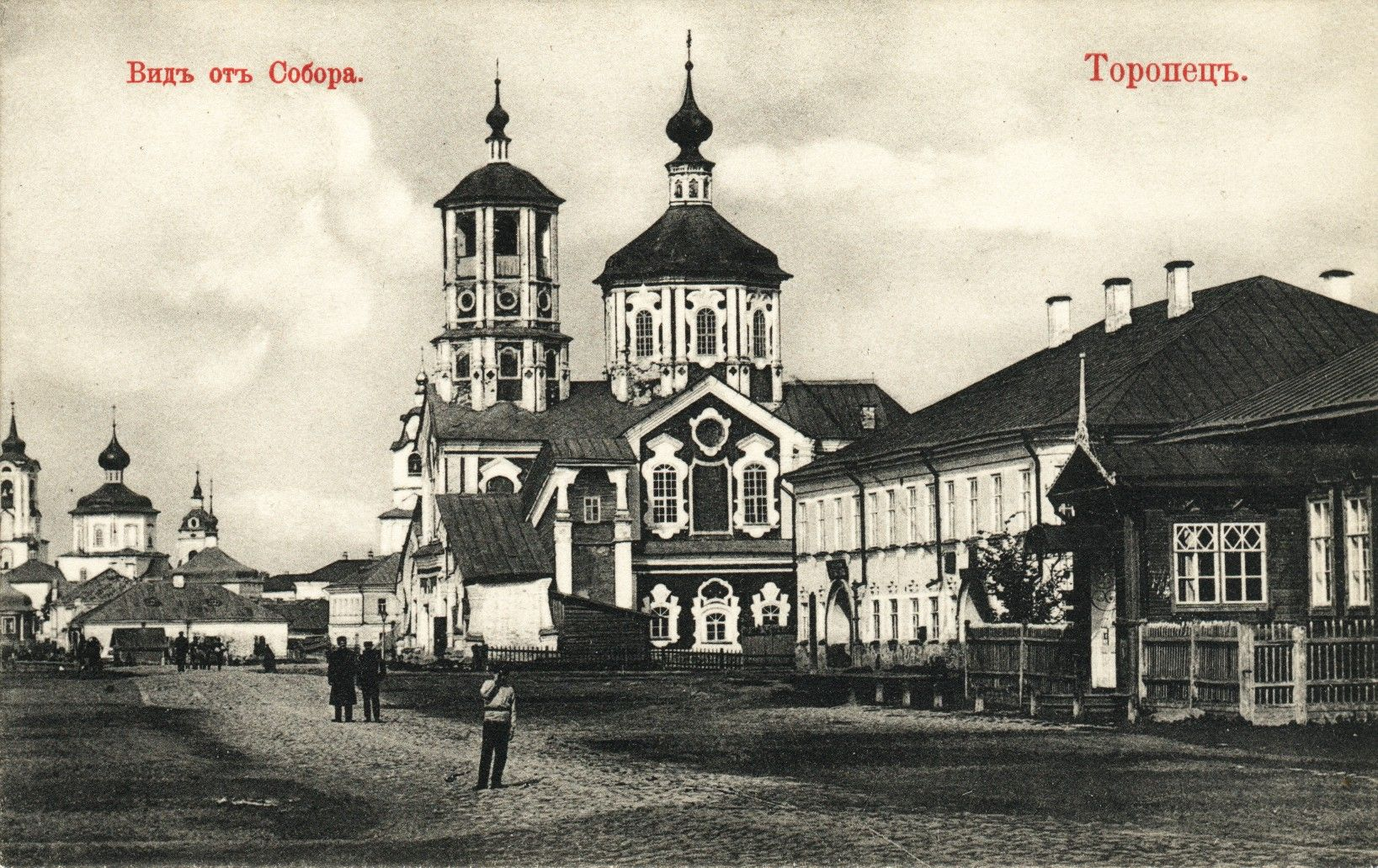
Вид от собора
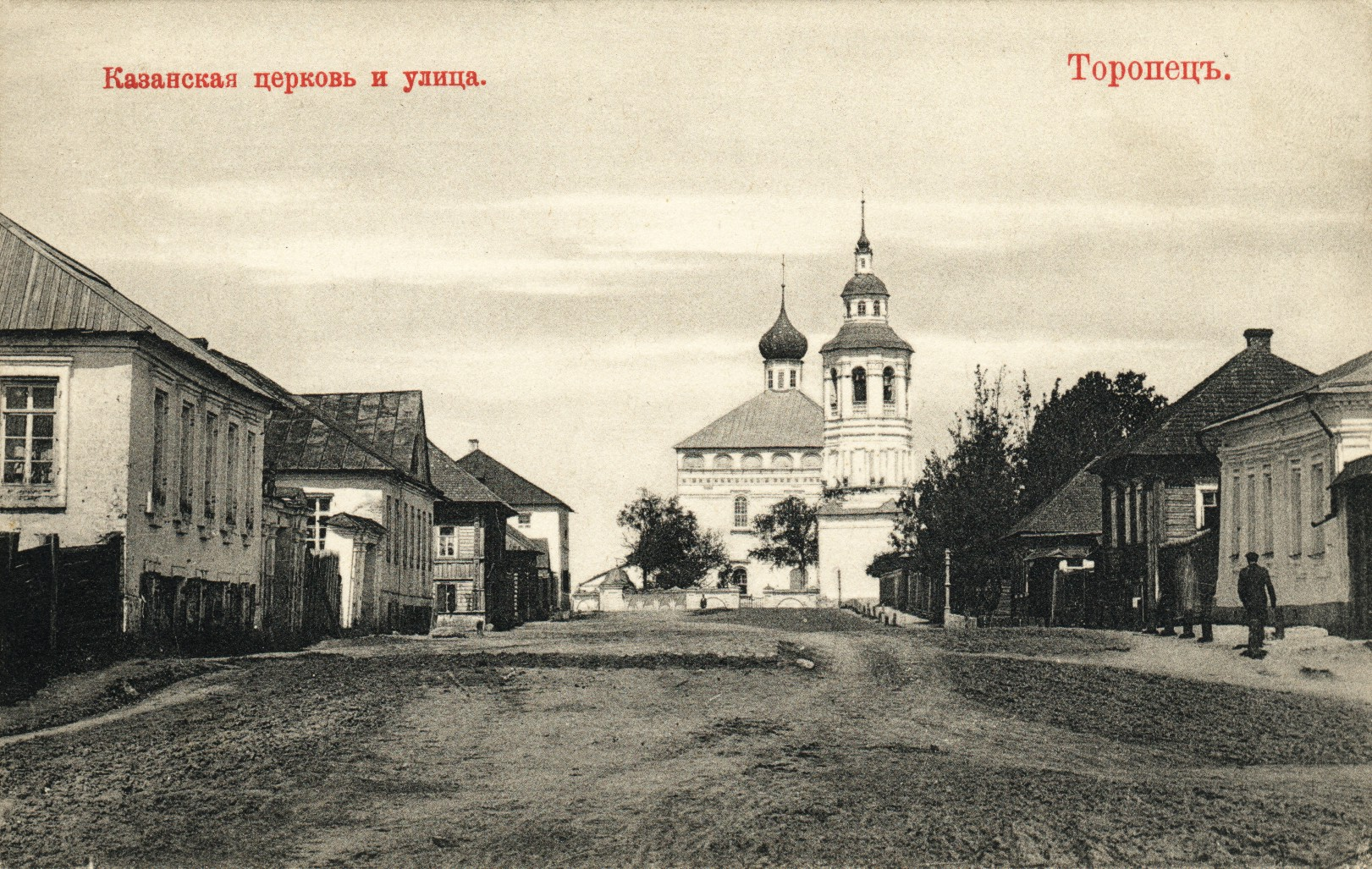
Казанская церковь и улица

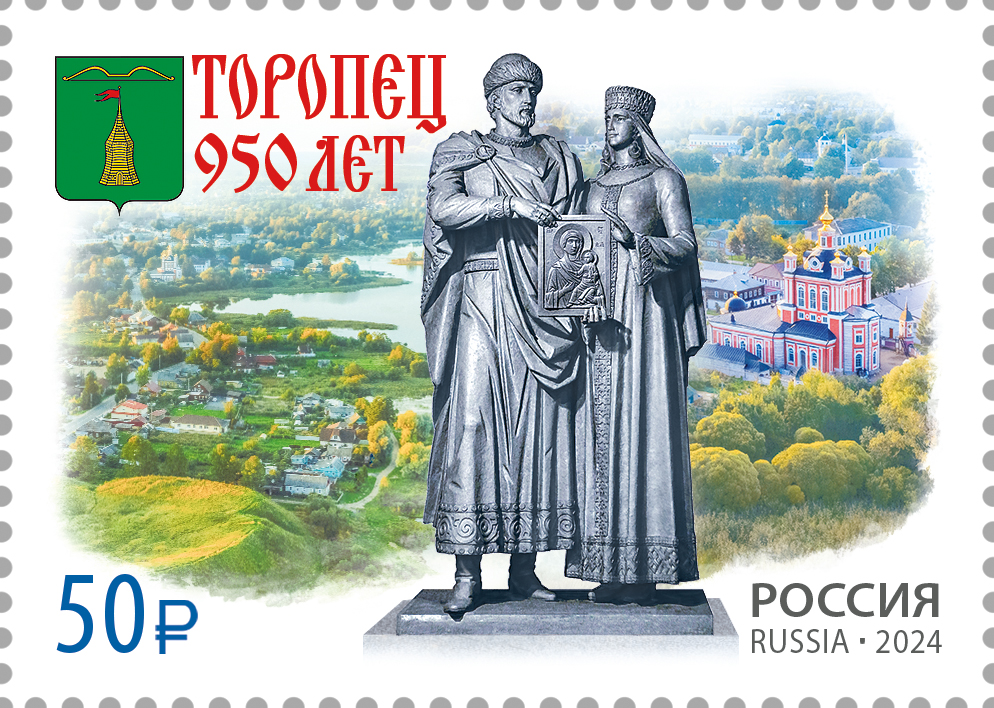
Почтовая марка, 2024 год. 950 лет г. Торопцу Тверской области.

С 1935 года Торопец числится в составе Калининской области РСФСР. С 29 августа 1941 года по 21 января 1942 года город был оккупирован немецкими войсками. 21 января 1942 года освобождён в ходе Торопецко-Холмской операции войсками 4-й ударной армии под командованием генерал-полковника А. И. Ерёменко. В апреле 1962 года Торопцу был присвоен статус города областного подчинения, но уже в 1965 году Торопец вновь стал городом районного значения.
В 1974 году Торопец отметил своё 900-летие. 24 июня город был награждён почетной грамотой Президиума Верховного Совета РСФСР. В 1978 году завод «Метапласт» был введён в эксплуатацию.
В 2015—2018 годах под городом рядом с деревней Кудино был построен склад ракетных боеприпасов — арсенал ГРАУ площадью ок. 5 км². Арсенал в 2018 году открывал зам. министра обороны РФ генерал Дмитрий Булгаков, в 2024 году арестованный по подозрению в коррупции.
В апреле 2023 года Торопецкий район был упразднён, а входящие в его состав поселения преобразованы в Торопецкий муниципальный округ.

#### Российско-украинская война
В ночь с 17 на 18 сентября 2024 года расположенный неподалеку от города (близ деревни Кудино) крупный склад боеприпасов был атакован украинскими дронами. Произошла детонация боеприпасов, возник пожар. В городе и соседних селах во многих домах выбило стекла. Согласно снимкам со спутников, пожар распространился на всю территорию склада (около 5 км²). В близлежащих населённых пунктах была объявлена эвакуация. Жители деревни Цикарево, расположенной между складом и озером не имели возможности эвакуироваться из-за пожара перерезавшего единственную дорогу.
В районе пожара было зафиксировано как минимум 17 сейсмических толчков, самый мощный магнитудой 2,8.
По сообщениям украинской стороны, на складе было поражено ракетное вооружение.

## Население
| 1856    | 1897    | 1913    | 1926    | 1931    | 1939    | 1959    | 1967    | 1970    | 1979    | 1989    | 1992    |
| ------- | ------- | ------- | ------- | ------- | ------- | ------- | ------- | ------- | ------- | ------- | ------- |
| 6000    | ↗7400   | ↗8900   | ↗9700   | ↗9900   | ↗12 924 | ↗15 154 | ↗16 000 | ↗16 863 | ↗17 261 | ↗17 510 | ↘17 400 |
| 2000    | 2001    | 2002    | 2003    | 2005    | 2006    | 2008    | 2009    | 2010    | 2011    | 2012    | 2013    |
| ↘16 800 | ↘16 600 | ↘14 600 | →14 600 | ↘14 300 | ↘14 000 | ↘13 300 | ↘13 178 | ↘13 015 | ↘13 000 | ↘12 659 | ↘12 436 |
| 2014    | 2015    | 2016    | 2017    | 2018    | 2019    | 2020    | 2021    |         |         |         |         |
| ↘12 290 | ↘12 149 | ↘12 120 | ↘12 092 | ↘12 048 | ↘11 955 | ↘11 826 | ↘11 441 |         |         |         |         |

На 1 января 2025 года по численности населения город находился на 885-м месте из 1124 городов Российской Федерации.
Национальный состав
По итогам переписи населения 2020 года проживали следующие национальности (национальности менее 0,1 % и другое, см. в сноске к строке «Другие»):
| Национальность | Численность, чел. | Доля     |
| -------------- | ----------------- | -------- |
| Русские        | 8967              | 78,38 %  |
| Цыгане         | 43                | 0,38 %   |
| Белорусы       | 32                | 0,28 %   |
| Украинцы       | 31                | 0,27 %   |
| Таджики        | 21                | 0,18 %   |
| Татары         | 20                | 0,17 %   |
| Другие         | 2327              | 20,34 %  |
| Итого          | 11 441            | 100,00 % |

## Местное самоуправление
Главы администрации
- Ткачёв Валерий Семёнович[60]
- Яковлев Виктор Владимирович[61]
- с 14 сентября 2014 года — Александр Бриж[62]

## Экономика
Экономику города представляют:
- ООО «Мегапласт» — «Производство пластмассовых изделий для упаковывания товаров»[63]
- Мебельная фабрика, входящая в состав мебельной компании «ФЕЛИКС»[64]
- Торопецкий производственный филиал ООО «Гекса-нетканые материалы»[65];
- ООО «СВ-Текстиль»[66].

## Социально-культурные учреждения

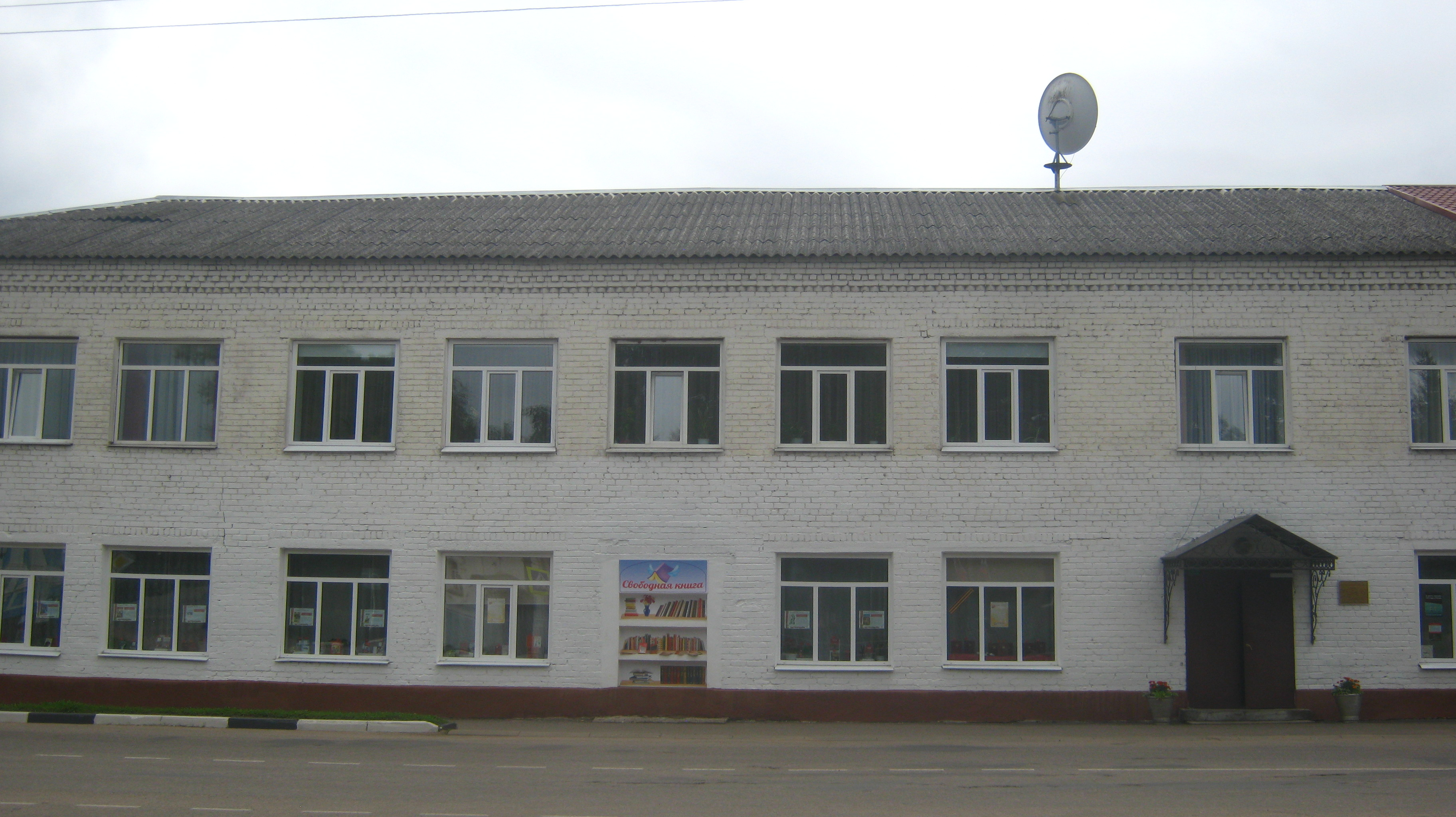
Торопецкая библиотека

Учреждения дошкольного и школьного образования
В городе работают 3 детских сада, две средние общеобразовательные школы (№ 1 и № 2), основная общеобразовательная школа (№ 3) и негосударственное общеобразовательное учреждение «Торопецкая гимназия имени святителя Тихона», детско-юношеская спортивная школа, Дом детского творчества, Торопецкая детская школа искусств (музыкальная и художественная школы).
Учреждения среднего профессионального образования
- Торопецкий колледж[70]

Медицинские учреждения
- Торопецкая районная больница[71]
- Городская больница[72]
- Поликлиника ЦРБ
- Стоматологическая поликлиника

Библиотеки
- Торопецкая центральная библиотека[73]
- Детская библиотека — филиал Торопецкой центральной библиотеки[74]

Прочие учреждения культуры
- Торопецкий районный Дом культуры[75]
- Дом детского творчества[76]

## Достопримечательности

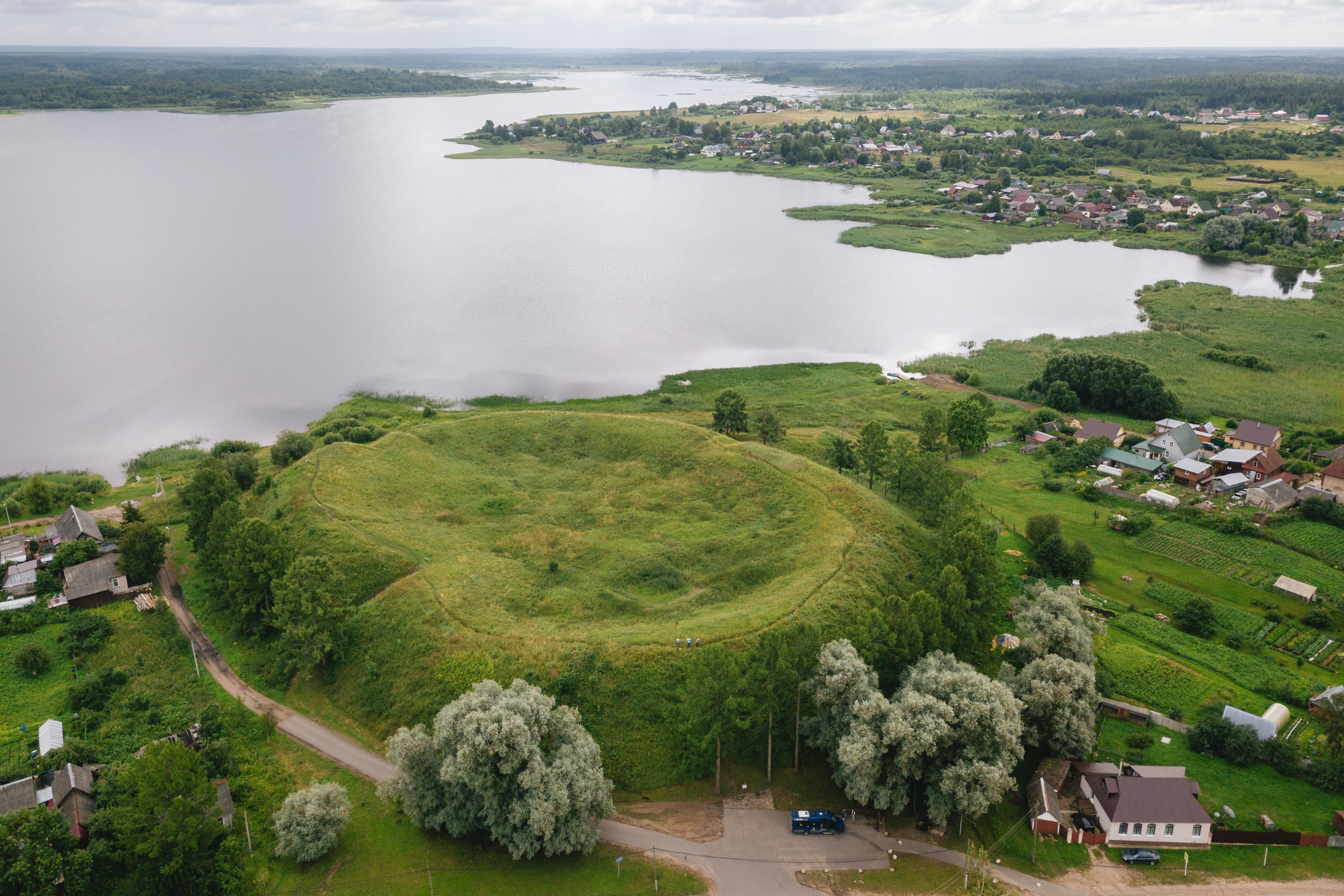
«Малое Торопецкое городище» («Торопец-I»).

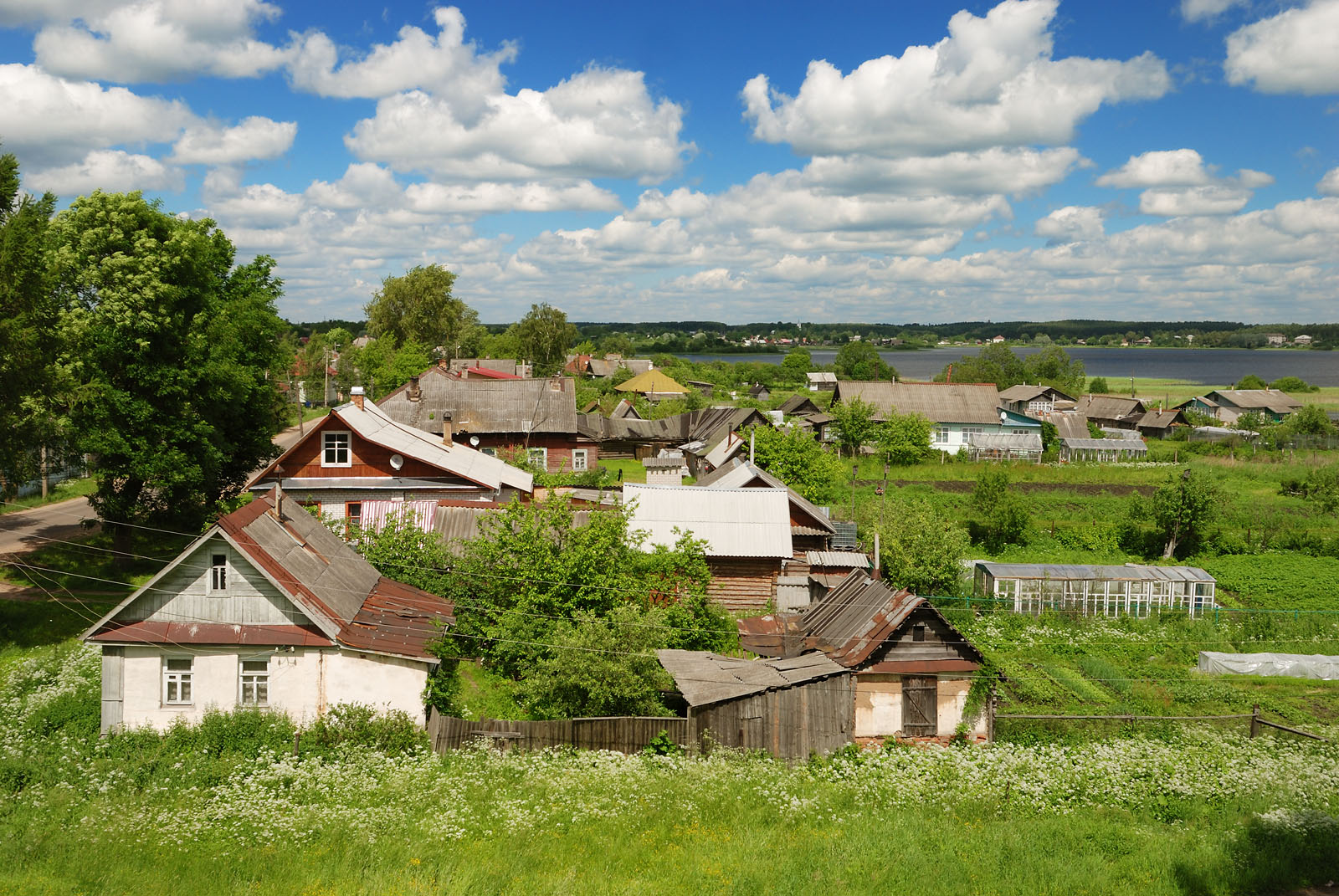
Панорама окраин Торопца с валов малого городища.

На территории Торопца расположен 41 памятник культуры общероссийского значения и более 50 памятников культуры регионального значения, в том числе ряд жилых домов середины XVIII — первой половины XIX веков. В южной части города, на берегу Соломенного озера, до сих пор высятся валы Высокого Малого городища, к югу и западу от него лежит Большое Старое городище, на острове при выходе реки Торопы из Соломенного озера расположено городище «Красный вал» (кремль города XVI—XVII веков).

##### Церкви
- Корсунско-Богородицкий собор (1795—1804), где до 1920 года находилась древняя (не позднее XIV века) икона Богоматерь Одигитрия, называемая «Эфесской», «Полоцкой», «Корсунской» или «Торопецкой». В 2010 году предлагалось вернуть реликвию в торопецкий собор[79][80][81] В советское время собор был обезображен: снесена (и пока не восстановлена) колокольня над входом.
- Церковь Всех Святых (1796)[82]
- Свято-Тихоновский монастырь, на территории которого:
  - Церковь Николая Чудотворца (1697)
  - Покровская церковь (1777)
- Казанская церковь (1698—1765)
- Церковь Иоанна Предтечи (1703)
- Богоявленская церковь (1764)
- Сторожевая башня — символ города. Храм Рождества Богородицы

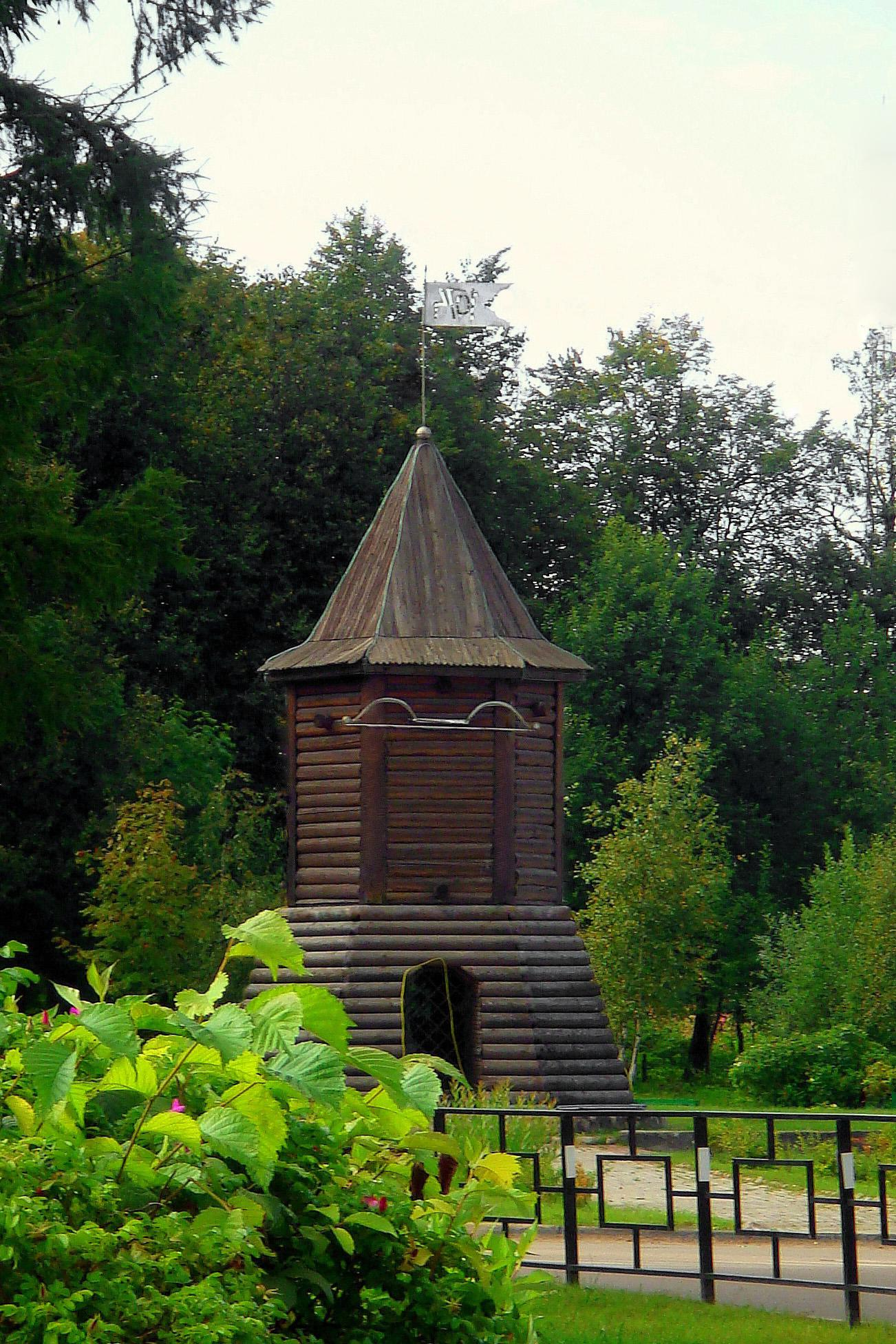
Сторожевая башня — символ города.

- Спасо-Преображенская церковь (1706)[83]
- Церковь Жён Мироносиц (1808)[84]
- Вознесенская церковь (1789)[85]
- Разрушенный комплекс бывшего Троицкого Нёбина монастыря[86], основанного в 1592 году. В советское время соборный храм обезглавлен, снесли колокольню. Сохранился только четверик собора 1718 года постройки[87].

##### Музеи
- Краеведческий музей (находится в здании Богоявленской церкви)[88]
- Музей истории фотографии и русского быта — частный музей, созданный на базе фотостудии «Чайка»[89]
- Музей космонавтики[90]
- Дом-музей патриарха Тихона[91], который провёл в Торопце свои детские годы.

##### Памятники
- Памятник Учителю, установленный напротив школы № 1, является старейшим в России.
- Памятный знак в честь 900-летия Торопца (1974)[92]
- Стелы в честь погибших в ВОВ (1966)
- Камень-памятник адмиралу П. И. Рикорду (2001)[93]
- Памятник самолёту СУ-9 (установлен в 1985 году в честь 40-летия победы в ВОВ)[93]
- Памятник генералу А. Н. Куропаткину (установлен в 2019)[94]
- Мемориальная доска на Малом городище в честь венчания Александра Невского.

#### Исторические здания
- Дом купцов Харинского и Щекина.
- Дом Безносова.

#### Парки и скверы
- Городской сад.
- Парк на пересечении ул. Советской, Октябрьской и Карла Маркса.
- Сквер 900-летия Торопца.

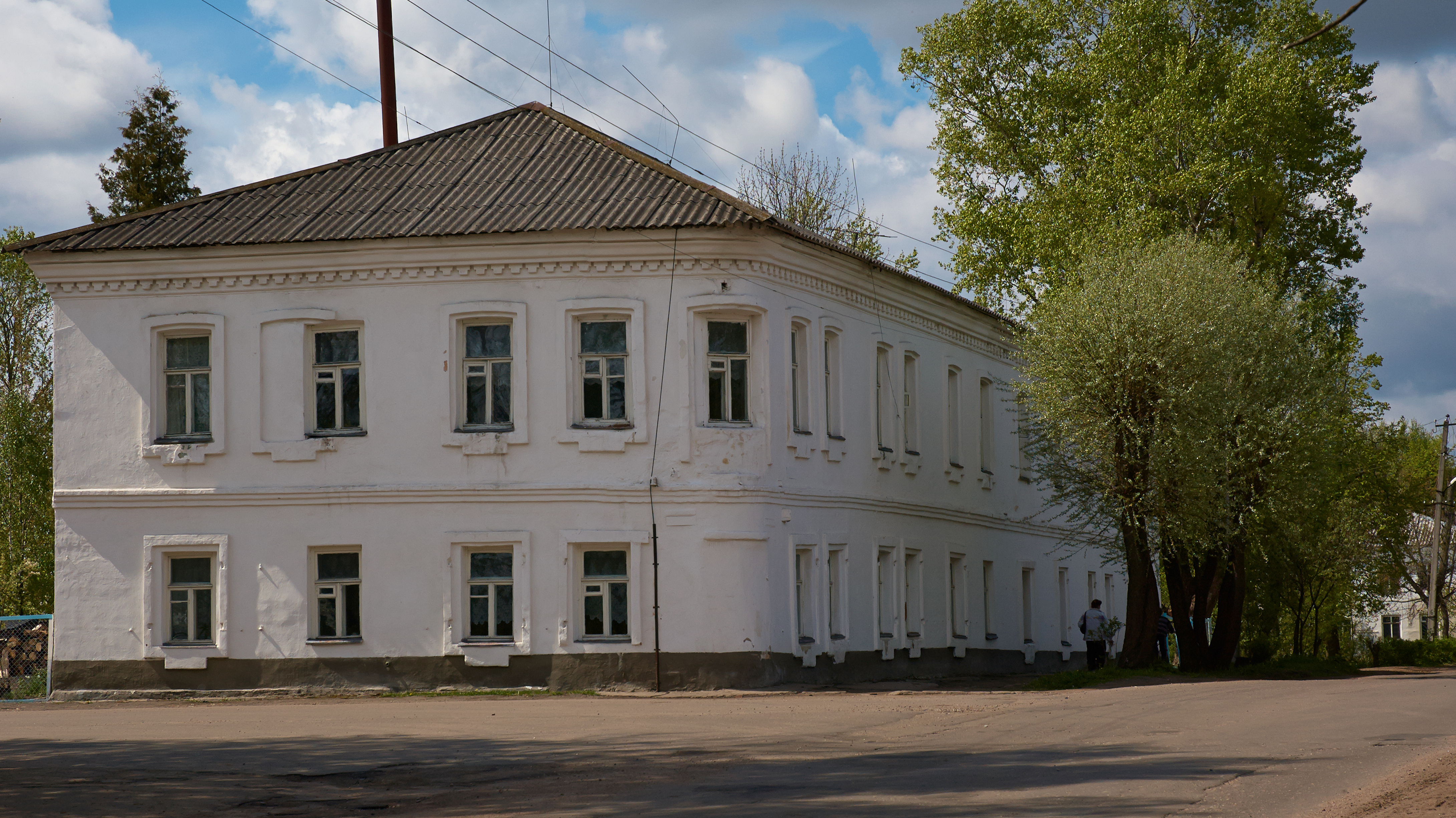
Дом жилой: Октябрьская ул., 50/16. Памятник культурного наследия России
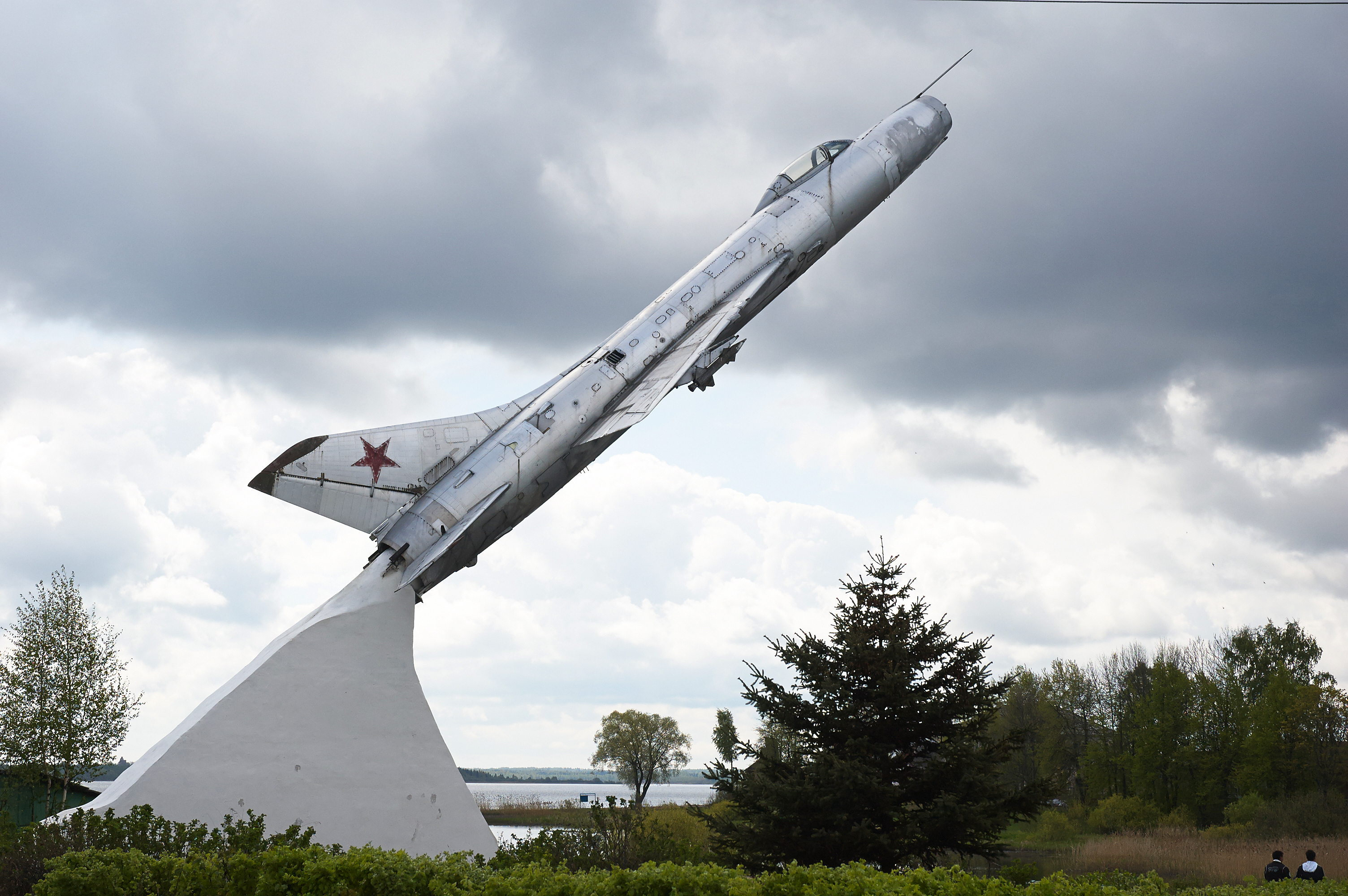
Памятник самолёту СУ-9
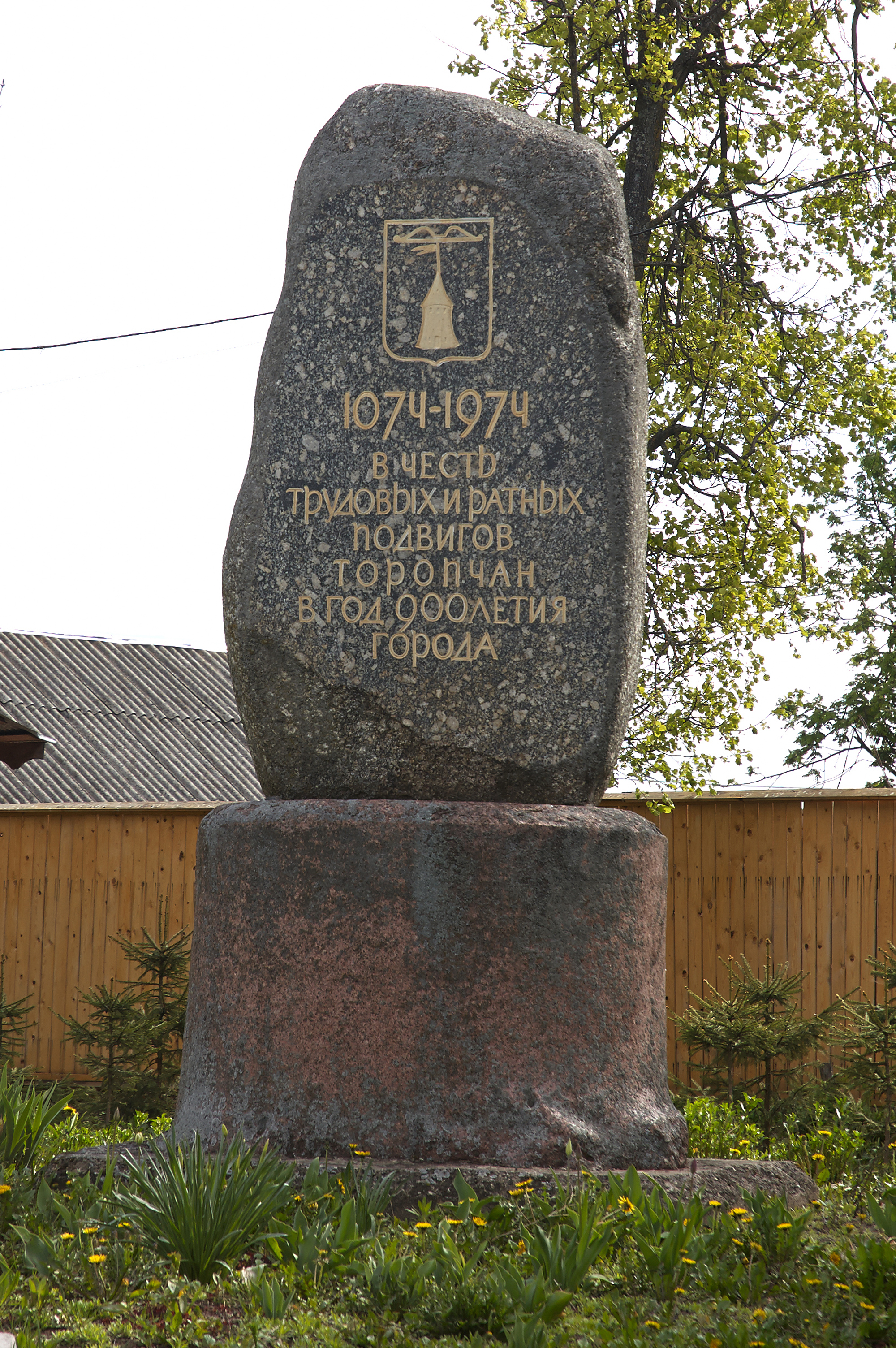
Памятный знак в честь 900-летия Торопца
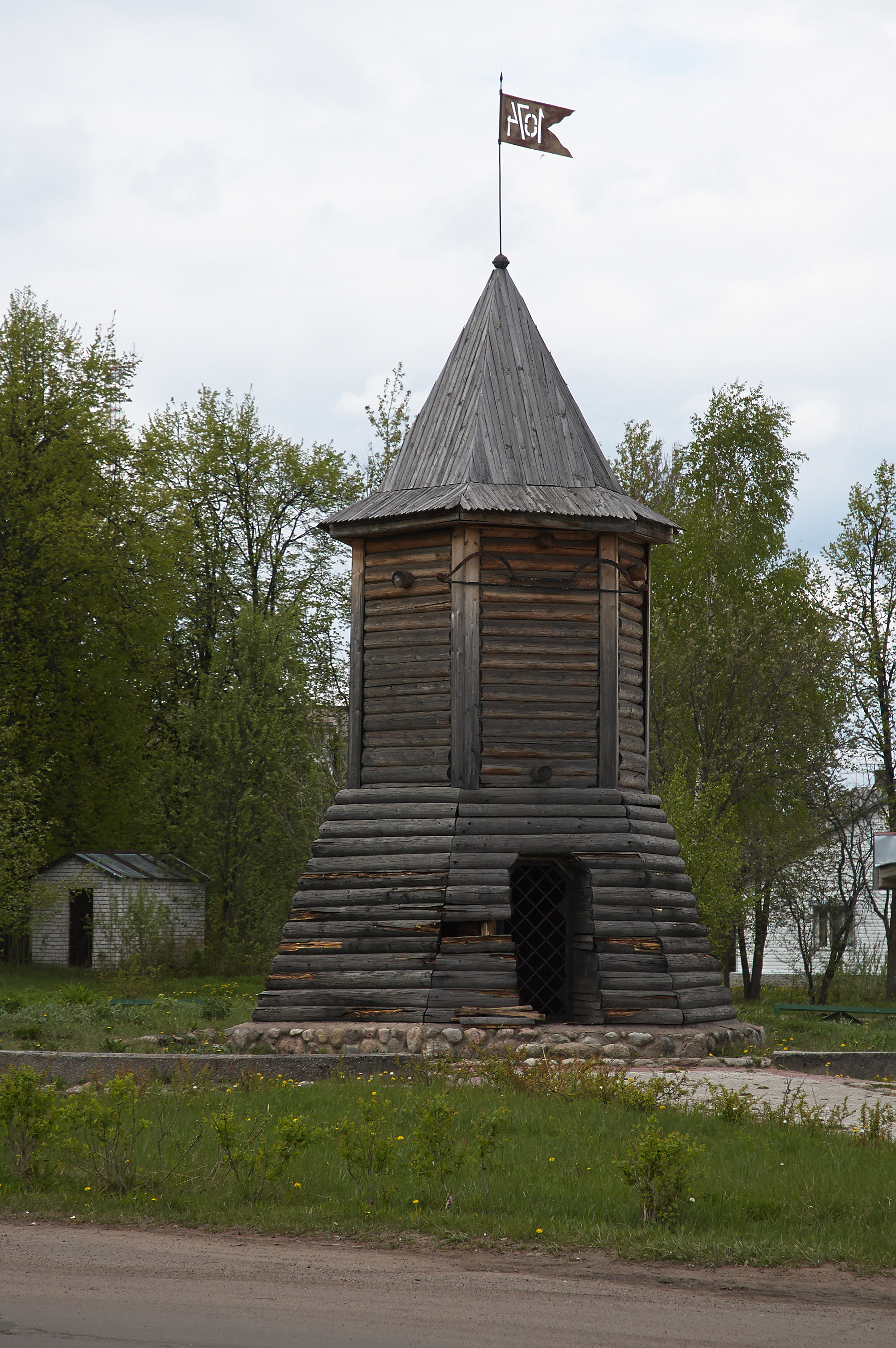
Башня — символ города
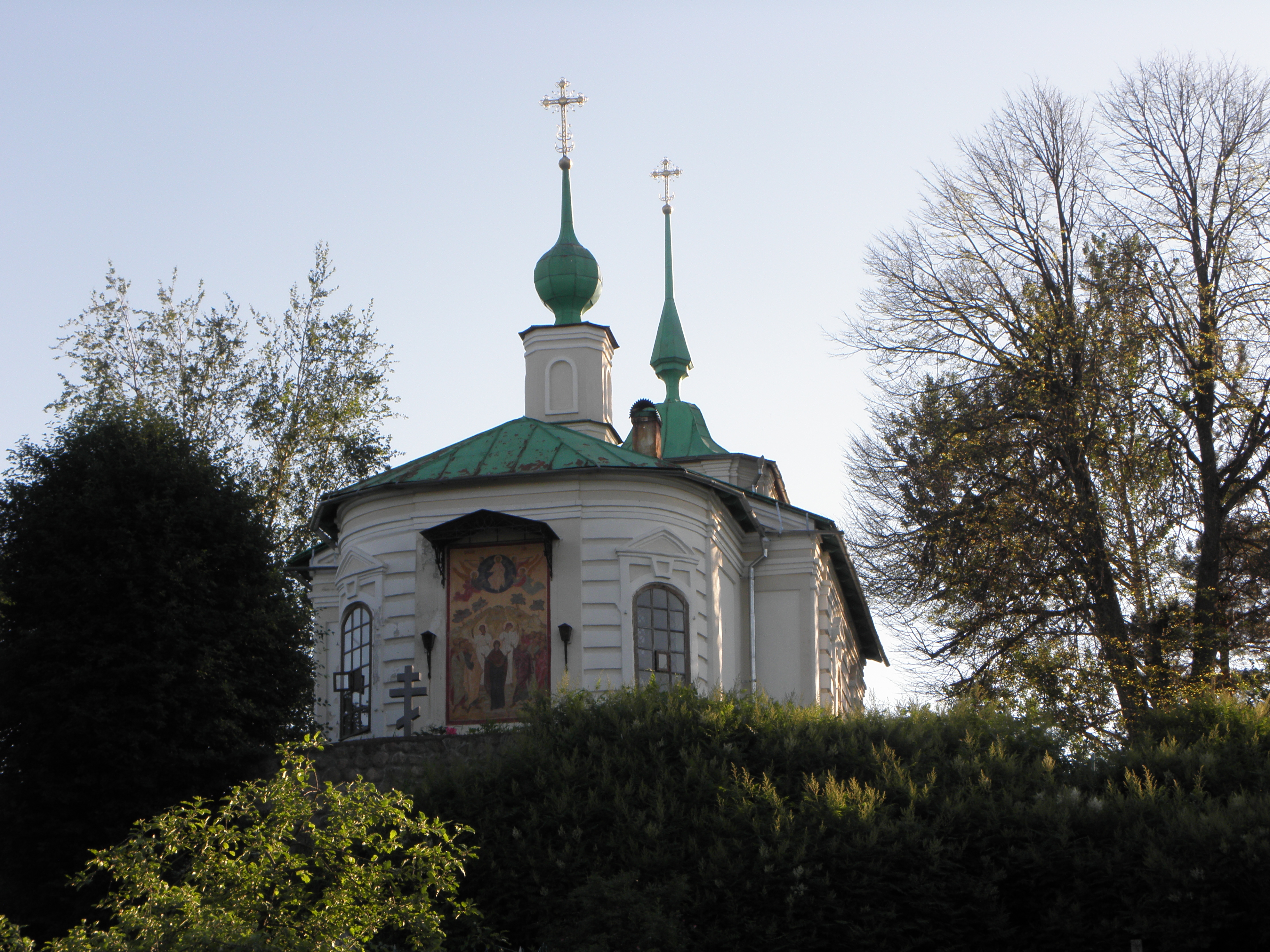
Вознесенская церковь
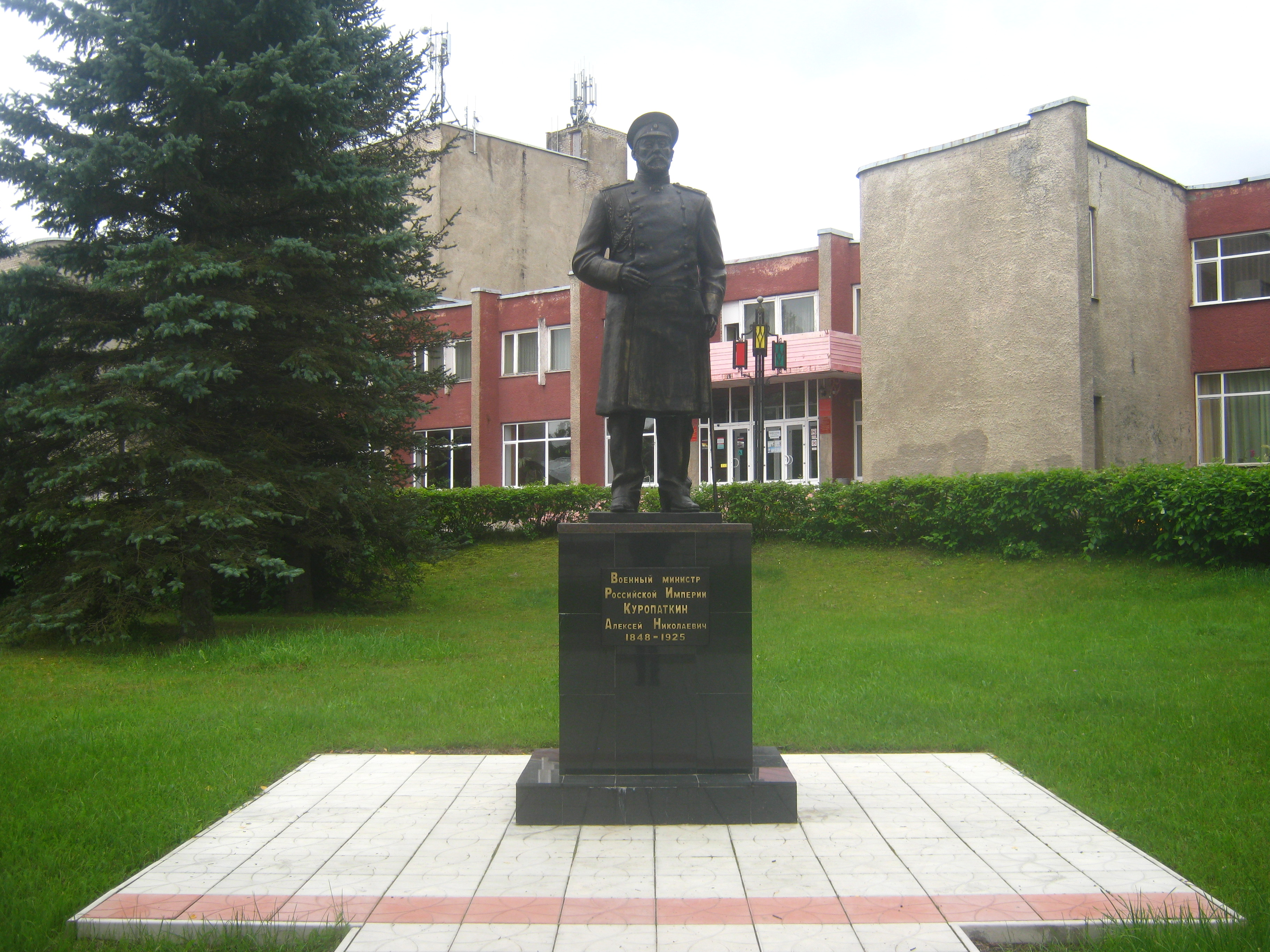
Памятник А. Куропаткину
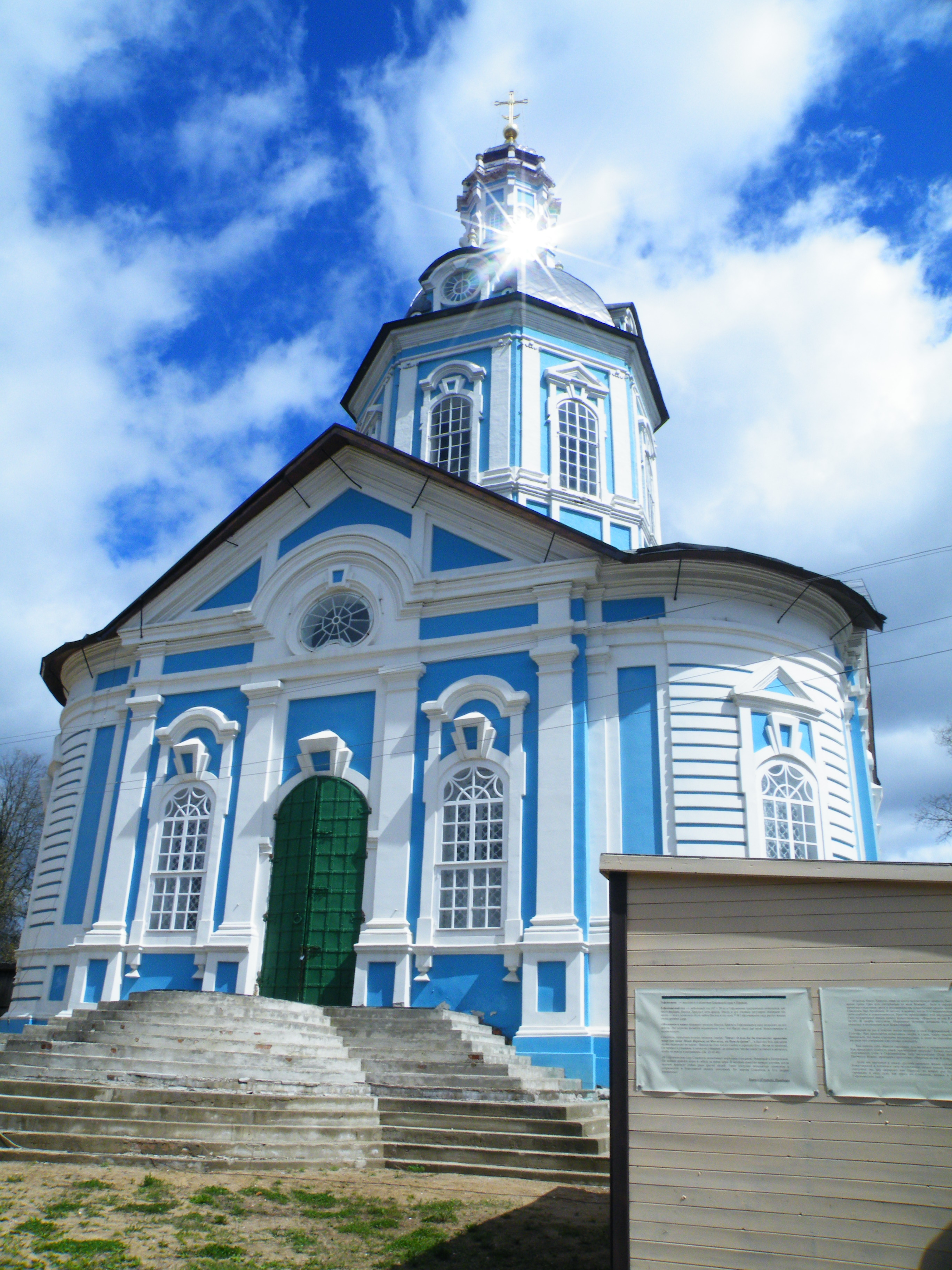
Покровская церковь

## Знаменитые торопчане
См. Категория:Персоналии:Торопец и Категория:Родившиеся в Торопце

## Климат
Торопец находится в районе климата, относящегося к умеренному поясу северного полушария, в области переходного климата от океанического к материковому. Преобладающей воздушной массой над Тверской областью является континентальный воздух умеренных широт (кВУШ). Она либо формируется непосредственно над территорией Верхневолжья, либо приходит из соседних областей. В среднем за год в Твери эта воздушная масса наблюдается в 56,9 % случаев (к Торопцу эти случаи имеют отношение значительно меньше). Континентальный воздух умеренных широт определяет летом тёплую погоду с температурами +15, +20 градусов по Цельсию (днём +20, +25 С), с переменной кучевой облачностью, с небольшими скоростями ветра, которые к ночи снижаются до штиля (особенно к 2-3 часам ночи). Нередко при данном типе погоды в середине дня случаются ливневые осадки и грозы. Зимой умеренно-морозная, чаще без осадков, погода с температурным фоном −10, −15 градусов по Цельсию.
| Показатель                    | Янв.  | Фев.  | Март  | Апр.  | Май  | Июнь | Июль | Авг. | Сен. | Окт.  | Нояб. | Дек.  | Год   |
| ----------------------------- | ----- | ----- | ----- | ----- | ---- | ---- | ---- | ---- | ---- | ----- | ----- | ----- | ----- |
| Абсолютный максимум, °C       | 9,8   | 8,5   | 18,5  | 26,6  | 31,9 | 35,3 | 35,7 | 36,5 | 28,9 | 23,4  | 14,5  | 10,1  | 36,5  |
| Средний суточный максимум, °C | −4,9  | −3,7  | 2,2   | 10,3  | 17,5 | 20,7 | 22,7 | 20,9 | 14,9 | 8,2   | 1,4   | −3    | 9,1   |
| Средняя температура, °C       | −7,8  | −7,3  | −1,9  | 5,3   | 12   | 15,6 | 17,5 | 15,8 | 10,4 | 5     | −0,7  | −5,3  | 5,1   |
| Средний суточный минимум, °C  | −10,9 | −11,1 | −5,9  | 0,7   | 6,4  | 10,3 | 12,5 | 11   | 6,5  | 2,3   | −2,8  | −8    | 1,1   |
| Абсолютный минимум, °C        | −38,6 | −36,8 | −35,7 | −17,2 | −5,5 | −2,6 | 4    | −1,3 | −5,8 | −15,3 | −25,9 | −42,2 | −42,2 |
| Норма осадков, мм             | 53    | 43    | 42    | 37    | 58   | 82   | 90   | 85   | 71   | 67    | 62    | 59    | 749   |
| Источник: Climatebase.ru      |       |       |       |       |      |      |      |      |      |       |       |       |       |

| Показатель                   | Янв. | Фев. | Март | Апр. | Май  | Июнь | Июль | Авг. | Сен. | Окт. | Нояб. | Дек. | Год |
| ---------------------------- | ---- | ---- | ---- | ---- | ---- | ---- | ---- | ---- | ---- | ---- | ----- | ---- | --- |
| Средняя температура, °C      | −5,9 | −5,9 | −1,2 | 5,8  | 12,2 | 16,0 | 18,2 | 16,5 | 11,1 | 5,3  | −0,3  | −4   | 5,7 |
| Норма осадков, мм            | 63   | 50   | 42   | 34   | 61   | 81   | 92   | 75   | 68   | 74   | 64    | 55   | 758 |
| Источник: ФГБУ «ВНИИГМИ—МЦД» |      |      |      |      |      |      |      |      |      |      |       |      |     |